# Haukanes
Haukanes es una localidad del municipio de Austevoll en la provincia de Hordaland, Noruega. Se ubica en la costa noreste de Huftarøy, a unos 4 km al sudeste de Storebø.